# Sodipodi
Sodipodi è un programma libero per il disegno vettoriale basato sul formato Scalable Vector Graphics (SVG), alternativo a programmi come Adobe Illustrator, Macromedia FreeHand, Corel Draw e Xara Xtreme. Salvo qualche aggiornamento minore, il suo sviluppo è sostanzialmente fermo dal 2004.
L'obiettivo del progetto era quello di fornire un potente strumento grafico, che offra una piena compatibilità con gli standard SVG e CSS.
Sodipodi inoltre è un'applicazione che può essere eseguita sui sistemi operativi Microsoft Windows, Macintosh (con determinati accorgimenti) e Unix-like, ma lo sviluppo era particolarmente focalizzato sulla piattaforma GNU/Linux.
Lo sviluppo di Sodipodi cominciò a declinare nel 2003, quando da un fork del programma nacque il più performante Inkscape.
Pur essendo adatto ad una vasta gamma di applicazioni, sia Sodipodi che il successore Inkscape non hanno ancora raggiunto, al momento, il livello dei prodotti commerciali. L'attuale implementazione degli standard SVG e CSS è incompleta; nello specifico, non sono stati ancora implementati tutti i filtri SVG, le animazioni, e i font SVG.
L'ultima versione stabile di questo software vettoriale è la versione 0.34.

## Storia
Sodipodi è un fork di Gill, un software di grafica creato da Raph Levien per le applicazioni da ufficio per GNOME. Le divergenze sullo sviluppo futuro del progetto nel 2003 causano la nascita di Inkscape, basato su un fork del progetto Sodipodi col passaggio al linguaggio di programmazione C++.

## Software correlati
Sodipodi iniziò a collezionare delle serie di clipart in SVG contenenti simboli e bandiere di tutto il mondo. Questo lavoro ha contribuito a ispirare le Open Clip Art Library.

## Operazioni possibili con Sodipodi
Sodipodi permette, come altri programmi simili, un gran numero di operazioni sugli oggetti e ha diversi strumenti utili, compatibilmente col suo livello incompleto di implementazione dello standard CSS SVG.
Possono essere create delle guide, di cui si possono regolare la posizione (in diverse unità di misura) e l'inclinazione; possono anche essere create a partire da un poligono. Il programma permette di gestire oggetti su diversi livelli.
Sodipodi importa e esporta dati SVG piani, e può inoltre esportare la grafica raster in formato PNG. L'interfaccia utente di Sodipodi è CSDI (Controlled Single Document Interface) simile a GIMP.

## Interazione di Sodipodi con altri software
Il formato nativo di Sodipodi è SVG ed è importabile in Gimp, il quale lo converte in immagine raster, e importa i tracciati, i quali sono modificabili e si possono riesportare da Gimp. Il formato SVG è importabile sia in Blender, grazie al filtro Paths che converte il tracciato in curva Bezier, che in Scribus, un software di desktop publishing.